# Elias Hößler
Elias Hößler (* 7. Juli 1663 in Crimmitschau/Sachsen; † 13. Juni 1746 in Sulzbach) war ein aus Sachsen stammender, in der Oberpfalz und Franken tätiger Orgelbauer.
Er begann 1690 eine Orgelbauerlehre bei Andreas Haß in Greiz im Vogtland, zog nach Hersbruck. Am 21. Oktober 1704 wurde er Bürger von Lauf in der Nähe von Nürnberg. Bevorzugt arbeitete er im Nürnberger Raum und in der westlichen und mittleren Oberpfalz. 1744 zog er sich in das Spital in Sulzbach zurück.

## Nachgewiesene Werke
| Jahr      | Ort                                      | Kirche                                             | Bild | Manuale | Register | Bemerkungen |
| --------- | ---------------------------------------- | -------------------------------------------------- | ---- | ------- | -------- | --- |
| 1693/94   | Altensittenbach                          | St. Thomas                                         |      |         |          | nicht erhalten: Prospekt 1777 von Bodechtel, 1935 Neubau Steinmeyer op. 1602 (II/P/11)                              |
| 1694      | Ottensoos                                | St. Veit                                           |      | I/P     | 6        | 1903 Neubau Johannes Strebel op. 103 (II/P/13)                                                                      |
| 1698      | Edelsfeld                                | St. Stephan evangelisch                            |      | I/P     | 6        | Prospekt erhalten, 1900 Neubau Steinmeyer op. 684 (I/P/9), 2019 Sanierung Orgelbau Rainer Kilbert                   |
| 1699      | Velden                                   | St. Maria                                          |      | I/P     | 8        | Prospekt erhalten, 1846 Umbau Bittner, 1863 Umbau Steinmeyer, 1982 Neubau Hey                                       |
| 1701      | Offenhausen                              | St. Nikolaus                                       |      |         |          | nicht erhalten, Steinmeyer baute 1866 einen neoromanischen Prospekt, darin ein Werk Steinmeyers von 1982 (II/P/17)  |
| 1701      | Sulzbach-Rosenberg                       | St. Marien                                         |      | II/P    | 22       | Prospekt teilweise erhalten, 2000 Neubau Rieger Orgelbau (III/P/44) im Stil von Cavaillé-Coll                       |
| 1710      | Amberg                                   | Salesianerinnenkirche St. Augustinus (Schulkirche) |      |         |          | Positiv? Hauptorgel 1760 von Funtsch                                                                                |
| 1714      | Michelfeld                               | Klosterkirche St. Johann Baptist                   |      |         |          | Hauptorgel, 1750/63 ersetzt durch Neubau von Funtsch, deren Gehäuse ist erhalten                                    |
| 1716      | Neukirchen b. Sulzbach-Rosenberg         |                                                    |      |         |          | nicht erhalten |
| 1721      | Amberg                                   | Franziskanerkloster (heute Stadttheater)           |      |         |          | 1751 ersetzt durch Neubau von Brandenstein (II/P/16), dieser kam 1803 nach Seligenporten, Prospekt dort erhalten    |
| 1723      | Sulzbürg                                 | St. Michael (Schlosskirche)                        |      |         |          | nicht erhalten, Mai 2013 Werk 1905 von Strebel (II/P/12) mit Freipfeifenprospekt                                    |
| 1725      | Alfeld                                   | St. Bartholomäus                                   |      | I/P     | 7        | Prospekt erhalten, diverse Umbauten, zuletzt Renovierung Maderer 1991                                               |
| 1726      | St. Helena zu Großengsee bei Simmelsdorf |                                                    |      | I/P     | 8        | Prospekt erhalten, Werk 1889 Strebel ((I/P/9) mit mechanischer Kegellade                                            |
| 1726/1727 | Happurg                                  | St. Maria und Georg                                |      | I/P     | 11       | Prospekt erhalten, 1904 Neubau Strebel op. 112 (II/P/14)                                                            |
| 1729      | Pommelsbrunn                             | St. Laurentius                                     |      | I/P     | 10       | Prospekt erhalten, 1912 Neubau Steinmeyer op. 1123 (II/P/21)                                                        |
| 1729      | Vilseck                                  | St. Ägidien                                        |      | I/P     | 11       | Prospekt erhalten, 1979 Neubau Steinmeyer (II/P/27), 2015 Sanierung nach Brand in der Kirche und Verrußung          |
| 1732      | Sulzbach-Rosenberg                       | Wallfahrtskirche St. Anna                          |      | I/P     | 8        | Prospekt erhalten, 1981 Neubau Guido Nenninger (II/P/20)                                                            |
| 1734      | Eschenau (Eckental)                      | St. Bartholomäus                                   |      | I/P     | 10       | Prospekt erhalten, 1964 Neubau Ott (II/P/18)                                                                        |
| 1735      | Frohnberg bei Hahnbach                   | Wallfahrtskirche Unsere Liebe Frau                 |      | I/P     | 9        | Prospekt erhalten, 1897 Neubau op. 61 von Binder und Siemann (I/P/8)                                                |
| 1736      | Weißenohe                                | Klosterkirche St. Bonifatius                       |      | II/P    | 15       | Prospekt erhalten, 1997 Neubau Karl Schuke op. 506 (II/P/23)                                                        |
| 1737      | Hersbruck                                | Spitalkirche St. Elisabeth                         |      | I/P     | 8        | Werk erhalten, 1895 Umbauten Bittner, 1962 Renovierung Erich Bauer                                                  |
| 1738      | Hersbruck                                | Stadtkirche                                        |      | II/P    | 17       | Prospekt erhalten, 1975 Neubau Steinmeyer op. 2305 (II/P/31), Erweiterung Freiburger Orgelbau (III/P/46)            |
| 1740      | Betzenstein                              | Evangelische Pfarrkirche (Betzenstein)             |      | I/P     | 10       | Prospekt erhalten, 1976 Neubau Ekkehard Simon (II/P/25)                                                             |
| 1742      | Michelfeld                               | St. Leonhard                                       |      |         |          | 1803 nach Haag / Hopfenohe, dort 1848 verbrannt. 1988 Neubau Orgelbau Sandtner (I/P/12) in barockisierendem Gehäuse |
| 1743      | Neunhof                                  | St. Johannis                                       |      | I/P     | 8        | 1875 Teile des Prospekts nach Beerbach (siehe Bild, Mittelturm), darin Werk 1994 von Heintz                         |
| 1743      | Sulzbach-Rosenberg                       | Spitalkirche St. Elisabeth                         |      | I/P     | 9        | Werk erhalten, 1971 Restaurierung Deininger und Renner, 2021 Hoffmann und Schindler                                 |
| 1744      | Etzelwang                                | St. Nikolaus                                       |      | I/P     | 10       | Werk erhalten, 1984 Restaurierung Otto Hoffmann                                                                     |